# بوروم، بدفوردشر
بوروم (به انگلیسی: Broom) یک روستا در بریتانیا است که در Central Bedfordshire واقع شده‌است. بوروم ۸۰۰ نفر جمعیت دارد.